# 普羅米修斯 (曼希普)
普羅米修斯（Prometheus）是一座1934年建成的貼金、青銅雕像，由保羅·曼希普設計的，雕像位於紐約市曼哈頓的洛克斐勒中心下層廣場。這座雕像由皇后區的羅馬青銅工廠製造，高18英尺（5.5米），重8噸。共有四個普羅米修斯初步設計模型尚存：一個在史密森尼學會、一個在明尼蘇達藝術博物館明尼蘇達州藝術博物館，以及兩個屬於私人收藏。
普羅米修斯雕像位於洛克斐勒中心下層廣場的一個灰色矩形牆，前面一個60×16英尺（18.3×4.9米）的噴泉盆。這座雕像雕出了希臘神話中橫臥著的泰坦神族普羅米修斯，從太陽戰車上偷走火焰，把火焰帶給人類。:105雕像的兩旁曾經有兩個較小的鍍金青年和少女雕像，它們在1939年到1984年被重新安置到Palazzo d'Italia，因為曼希普認為這些雕像在視覺上並不合適。:101普羅米修斯的模特兒是Leonardo（Leon）Nole，以及有來自埃斯庫羅斯在花崗岩牆上後面的碑文意譯，「Prometheus, teacher in every art, brought the fire that hath proved to mortals a means to mighty ends.」:105
普羅米修斯雕像被認為是洛克斐勒中心的主要藝術品，也是其中一個較複雜的知名藝術品。 每年冬天，洛克斐勒中心聖誕樹都會豎立在雕像上方。在每年餘下的時間裡，普羅米修斯雕像當作是下層廣場戶外餐廳的主要藝術裝飾。:105

## 外部連結
- 维基共享资源上的相關多媒體資源：Prometheus by Paul Manship